# グドルーン・ブルヴィッツ

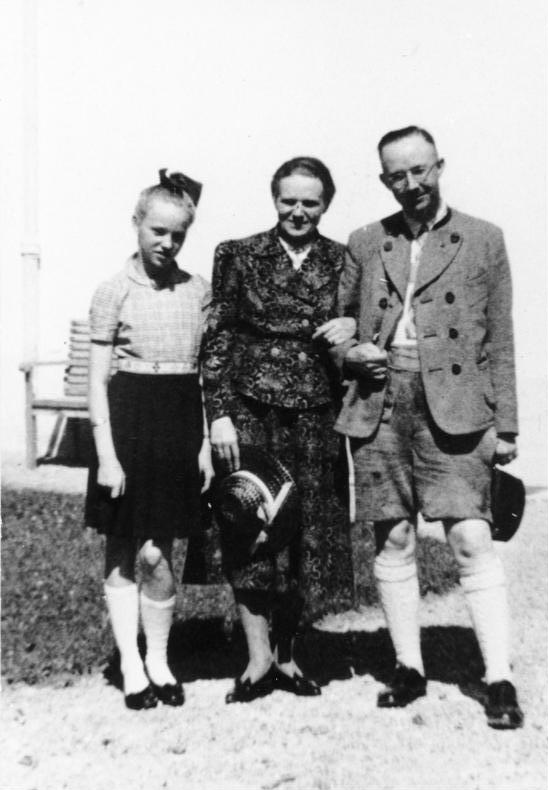
幼少期のグドルーン（左）。母マルガレーテ、父ハインリヒと共に。

グドルーン・ブルヴィッツ（Gudrun Burwitz, 1929年8月8日 - 2018年5月24日）は、ドイツの政治活動家。ナチス・ドイツ時代の親衛隊長官ハインリヒ・ヒムラーの娘。第二次世界大戦後も彼女は父ハインリヒと国家社会主義の支持者であり続け、次第に極右・ネオナチ的な政治活動へと傾倒していった。特に戦犯容疑者の支援団体「静かなる助力」（Stille Hilfe）への協力で知られる。

## 経歴

### 幼少期・若年期

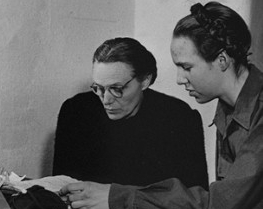
グドルーン（右）と母マルガレーテ（1945年）

1929年、バイエルン州ミュンヘンにて生を受ける。両親とも彼女を可愛がり、しばしば「お人形さん」(Püppi)と呼んでいた。彼女は母と共にグムント・アム・テーゲルンゼーの邸宅に暮らしており、仕事の都合でベルリンに留まる事の多かった父とは離れ離れになっていたが、父はしばしばグムントの邸宅を訪問し、電話や手紙も欠かさなかったという。1940年よりドイツ女子同盟に参加すると共に母の元を離れ、ドイツ赤十字社で働いた。彼女には腹違いの兄弟として、弟ヘルゲ（Helge, 1942年2月15日 - 2005年8月2日。妻はドロテア・ポトハスト）と妹ナネッテ＝ドロテア（Nanette-Dorothea, 1944年7月20日 - 2000年5月13日）があり、いずれも父が愛人のヘートヴィヒ・ポトハストとの間に儲けた子供だった。
第二次世界大戦末期、彼女は母と共に南チロルに疎開していたが、1945年5月13日にはアメリカ軍に逮捕された。2人はイタリア、フランス、ドイツなど各地の戦犯収容所に抑留された後、ニュルンベルク裁判に出席させられた。1946年11月、17歳になっていたグドルーンは母とともに釈放される。同年末頃からベーテルの施設に身を寄せる。ベーテルはキリスト教の思想に基づく慈善の実施を目的に設置された団体だが、指導者フリードリッヒ・フォン・ボーデルシュヴィンクの死後、この団体は多くのNSDAP党員を職員として採用していた。1947年、グドルーンはビーレフェルトの美術工芸学校（Meisterschule für das gestaltende Handwerk）に進学するも、1948年6月の通貨改革の後には奨学金が停止されている。1951年、洋裁の資格を得て卒業する。

### 西ドイツにて
1952年、グドルーンは母のもとを離れてミュンヘンへ移り住む。ミュンヘンでは仕立屋、調律師、事務員、秘書など仕事を転々とする。彼女が何度も職を失った背景には、「ヒムラーの娘」という出自が少なからず影響していたという。その後、彼女は右派系雑誌のジャーナリストでドイツ国家民主党バイエルン地方支部にも名を置いていたヴルフ＝ディーター・ブルヴィッツ（Wulf-Dieter Burwitz）と結婚する。2人はミュンヘンに暮らし、2人の子供をもうけた。結婚後、彼女は家族に対しても長らく自らの出自を明かそうとせず、住宅の公的な名義や電話帳にも彼女の名前は掲載されていなかった。また1945年以降の彼女は自らの姿を写真として残す事を極力避けていた。2001年、『ターゲスシュピーゲル』紙では彼女の容姿について次のように述べている。
灰色の髪を束ねてフリンジにしていて、大きな眼鏡の奥の目は見えず……この写真の彼女は保守的で恥ずかしがり屋のように思える。退職した女教師のようにも見えるだろう。しかし彼女、グドルーン・ブルヴィッツが平和的な退職を迎えることは難しい。彼女は犯罪の代償を払う為に自らの人生を費やしているのだから。
1961年から1963年頃まで連邦情報局（BND）に秘書として採用されていた。BNDによれば、彼女は別の名を使って働いていたものの、局内から「ナチス」の影響を排除しようとする動きが活発化した時期に退職したという。

### 父親ハインリヒについて

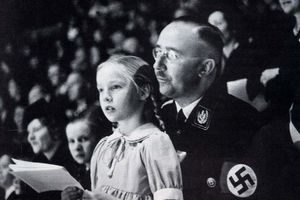
父ハインリヒと共に（1935年）

父ハインリヒに可愛がられて育ったグドルーンは親衛隊長官の娘であることを心から誇りに思っており、新聞に掲載された父の写真は全て切り抜いて大きなアルバムに収め保管していたという。ただし、軍人としての目立った戦功が無かった点については不満を抱いていたとされ、彼女の戦時中の日記にも次のような記述がある。
皆が勲章や賞状をもらっているのに、パパには何もない。1つくらいはもらってほしい。そうでなければおかしいのに。
総統アドルフ・ヒトラーのことも尊敬しており、彼の健康不安が噂された時には、「『ヒトラーおじさん』（Onkel Hitler）は100年でも200年でも生きなければ」と手紙に書いていた。
ナチス・ドイツの時代、グドルーンは「ナチのお姫様」（Nazi-Prinzessin）といういくらかの皮肉が込められた呼び方をされることがあった。父に付き添い彼の「職場」を訪れることも多く、ダッハウ強制収容所を訪問したこともある。ダッハウを訪問した日、彼女は次のように日記を綴っている。
今日はダッハウの強制収容所に行ったの。私たちは見られる限りのものを見てきたわ。園芸の仕事、梨の木……（中略）……それに、囚人たちの描いた絵。すてき。
1945年8月、父の死を知らされた時、彼女は「気が狂いそう」と答え、父の最期が自殺であった事を信じようとはしなかった。戦後、彼女は銀の額に収めた大きな父の肖像画を自分のアパートに飾っていた。彼女はまた、一般的に抱かれている父の悪評を正す事を目的に様々な活動を行った。1961年のインタビューでは次のように語っている。
今日、私の父は史上最悪の虐殺者として蔑まれている。父の別の姿、すなわち真実の部分、光の部分を世界に知らしめていくことこそ、私が人生を費やすべき使命なのです。
1950年代に父の擁護を主題とする本を執筆したものの、出版には至らなかった。

### 政治活動
1945年以降、グドルーンは父への支持を示すべく様々な政治活動に関与した。彼女が父への敬意や国家社会主義への忠誠を捨てることはなかった。極右・ネオナチ的な運動と共同する事も多く、1952年にはヒトラーユーゲントを模した青少年団体ヴィーキング＝ユーゲント（WJ）を設立している。WJは1994年に違法団体と認定されるまで活動した。1955年、ナチス・ドイツ時代の外相ヨアヒム・フォン・リッベントロップの息子アドルフ・フォン・リッベントロップ（Adolf von Ribbentrop）と共に、オズワルド・モズレーからの招待を受けてロンドンを訪問し、ユニオン・ムーブメント（Union Movement, イギリスファシスト連合の後継政党）での演説を行った。この中で彼女は父ハインリヒが偉大な人物であったが、いくらかの誤解とユダヤ人の運動によってその名誉が奪われたのだと述べた。2007年3月24日には長年の友人でもあったオランダの女性極右活動家フロレンティーネ・ロスト・ファン・トニンヘンの葬儀に招かれている。この葬儀にはグドルーンの他にも多くの極右・ネオナチ団体幹部が招かれていた。
そのほか、戦犯容疑者の支援団体「静かなる助力」（Stille Hilfe）への関与が知られている。彼女は数十年間にわたって同団体の幹部を勤めていた。ただし、組織の運営や活動に直接指示を出していたのではないとされている。同団体の活動の顕著な事例としてはゲシュタポ隊員アントン・マロットに関するものが知られる。イタリアのメラーノにおよそ40年間潜伏していたマロットは1988年にドイツへ移住し、2001年になってから当局に逮捕され、終身刑判決を受けた。彼は1988年以降、「静かなる助力」の助けを得て、ミュンヘンの南郊プラッハ・イム・イーザルタールの老人養護施設に暮らしていたが、彼をそこへ連れて行ったのは「静かなる助力」を代表したグドルーンであったという。1990年代末、マロットが潜伏していることが明らかになると「静かなる助力」およびグドルーンの関与も公になった。
晩年は公の場に姿を表すことも稀になっていた。2018年5月24日、88歳で死去した。